# Диба Михайло Іванович
Михайло Іванович Диба (нар. 28 листопада 1964, село Жовтанці, Кам'янка-Бузький район, Львівська область) — заступник голови Державної фінансової інспекції України з 7 травня 2014 року. Заслужений економіст України.

## Освіта
Освіта вища, Львівський сільськогосподарський інститут у 1988 році, спеціальність «Бухгалтерський облік і аналіз господарської діяльності в сільському господарстві», кваліфікація — економіст по бухгалтерському обліку в сільському господарстві.
Кандидат економічних наук.

## Трудова діяльність
Вересень 1982 — листопад 1983 — студент Львівського сільськогосподарського інституту.
Листопад 1983 — жовтень 1985 — служба в армії.
Жовтень 1985 — червень 1988 — студент Львівського сільськогосподарського інституту.
Липень 1988 — серпень 1989 — бухгалтер цегельного заводу колгоспу ім. Жданова Кам'янка-Бузького району Львівської області.
Серпень 1989 — травень 1995 — головний бухгалтер Інспектури по випробуванню сортів рослин по Львівській області Державної комісії України по випробуванню та охороні сортів рослин.
Травень 1995 — серпень 1996 — головний бухгалтер спільного українсько-італійського підприємства «ЮВЕ Лтд», м. Львів.
Серпень 1996 — квітень 2005 — головний контролер-ревізор, начальник контрольно-ревізійного відділу, начальник групи ревізій та перевірок контрольно-ревізійного відділу, заступник начальника управління, перший заступник начальника Контрольно-ревізійного управління у Львівській області.
Квітень 2005 — листопад 2006 — начальник Контрольно-ревізійного управління в м. Києві.
Лютий — грудень 2007 — начальник Контрольно-ревізійного управління у Львівській області.
Грудень 2007 — грудень 2011 — в.о. начальника, начальник Контрольно-ревізійного управління в м. Києві.
Грудень 2011 — липень 2012 — в.о. начальника, начальник Державної фінансової інспекції в м. Києві.
Липень 2012 — травень 2014 — начальник Державної фінансової інспекції у Львівській області.
З травня 2014 — заступник Голови Державної фінансової інспекції України.
23 вересня 2015 року Кабінет Міністрів України звільнив Михайла Дибу з посади заступника Голови Державної фінансової інспекції (розпорядження КМУ № 1007 від 23.09.15) у зв'язку з переходом на іншу роботу.
Державний службовець 7-го рангу (з квітня 2005 року).

## Нагороди та відзнаки
- Заслужений економіст України (20 січня 2010) — за вагомий особистий внесок у справу консолідації українського суспільства, розбудову демократичної, соціальної і правової держави та з нагоди Дня Соборності України[2]
- Відомчі заохочувальні відзнаки: Подяка Прем'єр-міністра України у 2001 році, Подяка Голови ГоловКРУ у 2005 та 2009 роках, Почесна грамота Міністерства фінансів України у 2008 році, нагрудний знак «Почесний працівник державної контрольно-ревізійної служби в Україні» у 2011 році.